# اعتراضات و پاسخ‌ها
اعتراضات و پاسخ‌ها کتابی از رنه دکارت است که نویسنده در آن به نقدها بر کتاب تأملات در فلسفه اولی پاسخ می‌دهد.

## ترجمهٔ فارسی
این کتاب با ترجمهٔ علی موسائی افضلی در سال ۱۳۸۴ منتشر و در مراسم کتاب سال جمهوری اسلامی ایران به‌عنوان کتاب برگزیده معرفی شد.